# Flotabilidad
La flotabilidad es la capacidad de un cuerpo para sostenerse dentro de un fluido. Flotabilidad, o empuje hacia arriba es una fuerza ascendente ejercida por un fluido que se opone al peso de un objeto parcial o totalmente sumergido. En una columna de fluido, la presión aumenta con la profundidad como consecuencia del peso del fluido subyacente. Así, la presión en el fondo de una columna de fluido es mayor que en la parte superior de la columna. Del mismo modo, la presión en el fondo de un objeto sumergido en un fluido es mayor que en la parte superior del objeto. La diferencia de presión da lugar a una fuerza neta ascendente sobre el objeto. La magnitud de la fuerza es proporcional a la diferencia de presión, y (como explica el principio de Arquímedes) es equivalente al peso del fluido que, de otro modo, ocuparía el volumen sumergido del objeto, es decir, el desplazado.
Por esta razón, un objeto cuya densidad media es mayor que la del fluido en el que está sumergido tiende a hundirse. Si el objeto es menos denso que el líquido, la fuerza puede mantener el objeto a flote. Esto sólo puede ocurrir en un marco de referencia no inercial, que tiene un campo gravitatorio o está acelerando debido a una fuerza distinta de la gravedad que define una dirección "hacia abajo".
La flotabilidad también se aplica a las mezclas de fluidos, y es la fuerza motriz más común de las corrientes de convección. En estos casos, la modelización matemática se altera para aplicarla a la continua, pero los principios siguen siendo los mismos. Algunos ejemplos de flujos impulsados por la flotabilidad son la separación espontánea de aire y agua o de petróleo y agua.
El centro de flotación de un objeto es el centro de gravedad del volumen de fluido desplazado.

## Principio de Arquímedes
.

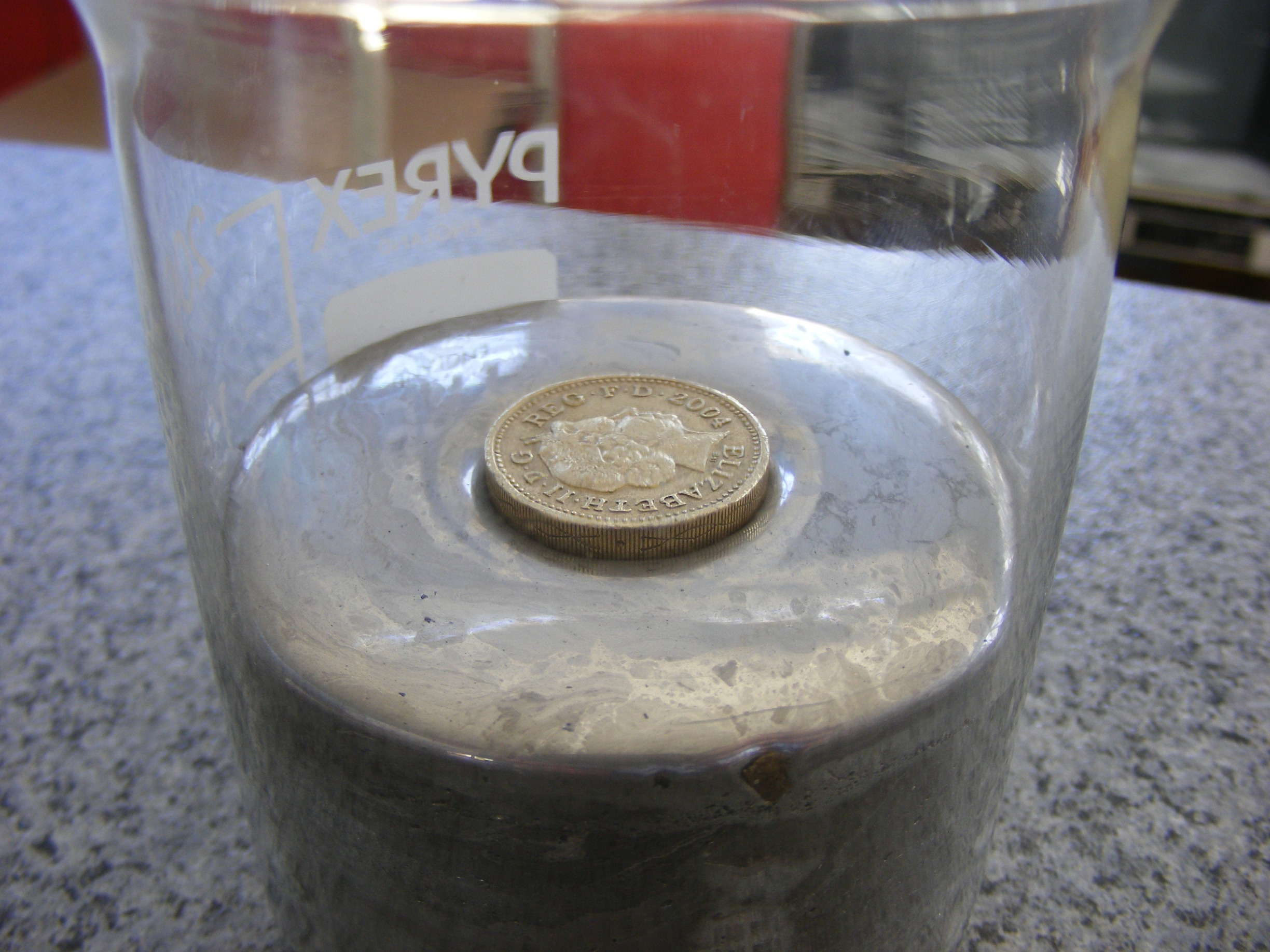
Una moneda metálica (una antigua moneda británica de una libra) flota en mercurio debido a la fuerza de flotación sobre ella y parece flotar más alto debido a la tensión superficial del mercurio

El principio de Arquímedes debe su nombre a Arquímedes de Siracusa, que descubrió esta ley por primera vez en el año 212 a. C. Para objetos, flotantes y hundidos, y tanto en gases como en líquidos (es decir, un fluido), el principio de Arquímedes puede enunciarse así en términos de fuerzas:

Cualquier objeto, total o parcialmente sumergido en un fluido, es impulsado por una fuerza igual al peso del fluido desplazado por el objeto

-con las aclaraciones de que para un objeto hundido el volumen del fluido desplazado es el volumen del objeto, y para un objeto flotante en un líquido, el peso del líquido desplazado es el peso del objeto.
Más escuetamente: fuerza de flotación = peso del fluido desplazado.
El principio de Arquímedes no considera la tensión superficial (capilaridad) que actúa sobre el cuerpo, pero esta fuerza adicional sólo modifica la cantidad de fluido desplazado y la distribución espacial del desplazamiento, por lo que el principio de que flotabilidad = peso del fluido desplazado sigue siendo válido.
El peso del fluido desplazado es directamente proporcional al volumen del fluido desplazado (si el fluido circundante es de densidad uniforme). En términos sencillos, el principio establece que la fuerza de flotación sobre un objeto es igual al peso del fluido desplazado por el objeto, o la densidad del fluido multiplicada por el volumen sumergido por la aceleración gravitatoria, g. Así, entre objetos completamente sumergidos con masas iguales, los objetos con mayor volumen tienen mayor flotabilidad. Esto también se conoce como empuje ascendente.
Supongamos que el peso de una roca se mide en 10 newtons cuando está suspendida por una cuerda en el vacío con la gravedad actuando sobre ella. Supongamos que al bajar la roca al agua, ésta desplaza el agua que pesa 3 newtons. La fuerza que ejerce entonces sobre la cuerda de la que cuelga sería de 10 newtons menos los 3 newtons de fuerza de flotación: 10 - 3 = 7 newtons. La flotabilidad reduce el peso aparente de los objetos que se han hundido completamente en el fondo del mar. En general, es más fácil levantar un objeto a través del agua que sacarlo de ella.
Suponiendo que el principio de Arquímedes se reformule de la siguiente manera,
{\displaystyle {pesoaparentesumergido}={\text{peso}}-{\text{peso del fluido desplazado}},}
luego se inserta en el cociente de pesos, que se ha expandido por el volumen mutuo
{\displaystyle {\frac {\text{densidad del objeto}}{\text{densidad del fluido}}}={\frac {\text{peso}}{\text{peso del fluido desplazado}}},\,}
se obtiene la siguiente fórmula. La densidad del objeto sumergido en relación con la densidad del fluido puede calcularse fácilmente sin medir ningún volumen.:
{\displaystyle {\frac {\text{densidad del objeto}}{\text{densidad del fluido}}}={\frac {\text{peso}}{{\text{peso}}-{\text{peso aparente sumergido}}}}\,}
(Esta fórmula se utiliza, por ejemplo, en la descripción del principio de medición de un dasímetro y del pesaje hidrostático).
Ejemplo: Si se deja caer madera en el agua, la flotabilidad la mantendrá a flote.
Ejemplo: Un globo de helio en un coche en movimiento. Durante un período de aumento de la velocidad, la masa de aire dentro del coche se mueve en la dirección opuesta a la aceleración del coche (es decir, hacia atrás). El globo también es arrastrado en esta dirección.  Sin embargo, como el globo es flotante en relación con el aire, acaba siendo empujado "fuera del camino", y en realidad derivará en la misma dirección que la aceleración del coche (es decir, hacia delante).  Si el coche disminuye la velocidad, el mismo globo comenzará a derivar hacia atrás.  Por la misma razón, cuando el coche toma una curva, el globo se desplaza hacia el interior de la misma.

## ¿Qué es la flotación?

### Flotación
Se dice que un cuerpo está en flotación cuando permanece suspendido en un fluido (entorno líquido o gaseoso).

### Causa: Densidad
"Un objeto flotará sobre un fluido (ambos bajo el efecto de la fuerza de una gravedad dominante) siempre que el número de partículas que componen el objeto sea menor al número de partículas del fluido desplazadas". 

### Causa: Fuerzas
Un cuerpo flota cuando la fuerza resultante de la presión ejercida en la parte inferior del cuerpo es superior a la fuerza resultante de su peso más la presión ejercida en la parte superior. El cuerpo sube hasta que ambas resultantes son iguales. Por ello los cuerpos que flotan no salen volando. En ocasiones la presión ejercida en la parte inferior es sólo debida al líquido en el que el cuerpo está inmerso. En cambio, la ejercida en la parte superior suele ser una parte debida al líquido que tiene parcialmente por encima y otra debida a la presión atmosférica, como es el caso de un iceberg, por ejemplo. 

### Flotabilidad
La causa de la flotabilidad no es la densidad del cuerpo. La causa de la flotabilidad no es el agua desplazada. La causa de la flotabilidad es simplemente un balance de fuerzas (peso (gravedad) y presión ejercida por los fluidos que rodean al cuerpo). 
La flotabilidad de un cuerpo dentro de un fluido estará determinada por las diferentes fuerzas que actúen sobre el mismo y el sentido de las mismas.
La flotabilidad es:
Positiva: cuando el cuerpo tienda a ascender dentro del fluido.
Negativa: cuando el cuerpo tiende a descender dentro del fluido.
Neutra: cuando el cuerpo se mantiene en suspensión dentro del fluido.
La flotabilidad viene establecida por el Principio de Arquímedes, y si el cuerpo fuera de naturaleza compresible su flotabilidad se verá modificada al variar su volumen según la Ley de Boyle-Mariotte.

## Fuerzas y equilibrio
La ecuación para calcular la presión en el interior de un fluido en equilibrio es:
{\displaystyle \mathbf {f} +\operatorname {div} \,\sigma =0}
donde f es la densidad de fuerza ejercida por algún campo exterior sobre el fluido, y σ es el tensor de tensión de Cauchy. En este caso el tensor de tensión es proporcional al tensor de identidad:
{\displaystyle \sigma _{ij}=-p\delta _{ij}.\,}
Aquí δij es el delta de Kronecker. Usando esto, la ecuación anterior se convierte en:
{\displaystyle \mathbf {f} =\nabla p.\,}
Suponiendo que el campo de fuerza exterior es conservativo, es decir, se puede escribir como el gradiente negativo de alguna función de valor escalar:
{\displaystyle \mathbf {f} =-\nabla \Phi .\,}
Luego:
{\displaystyle \nabla (p+\Phi )=0\Longrightarrow p+\Phi ={\text{constante}}.\,}
Por lo tanto, la forma de la superficie abierta de un fluido es igual al plano equipotencial del campo de fuerza conservativo externo aplicado. Deje que el eje "z" apunte hacia abajo. En este caso el campo es la gravedad, entonces Φ = 'ρfgz donde g es la aceleración gravitacional, ρf es la densidad de masa del fluido. Tomando la presión como cero en la superficie, donde z es cero, la constante será cero, por lo que la presión dentro del fluido, cuando está sujeto a la gravedad, es
{\displaystyle p=\rho _{f}gz.\,}
Entonces, la presión aumenta con la profundidad debajo de la superficie de un líquido, ya que z denota la distancia desde la superficie del líquido hacia ella. Cualquier objeto con una profundidad vertical distinta de cero tendrá diferentes presiones en su parte superior e inferior, siendo mayor la presión en la parte inferior. Esta diferencia de presión provoca la fuerza de flotación hacia arriba.
La fuerza de flotación ejercida sobre un cuerpo ahora se puede calcular fácilmente, ya que se conoce la presión interna del fluido. La fuerza ejercida sobre el cuerpo se puede calcular integrando el tensor de tensión sobre la superficie del cuerpo que está en contacto con el fluido:
{\displaystyle \mathbf {B} =\oint \sigma \,d\mathbf {A} .}
La integral de superficie se puede transformar en una integral de volumen con la ayuda del teorema de Gauss:
{\displaystyle \mathbf {B} =\int \operatorname {div} \sigma \,dV=-\int \mathbf {f} \,dV=-\rho _{f}\mathbf {g} \int \,dV=-\rho _{f}\mathbf {g} V}
donde V es la medida del volumen en contacto con el fluido, es decir el volumen de la parte sumergida del cuerpo, ya que el fluido no ejerce fuerza sobre la parte del cuerpo que está fuera de él.
La magnitud de la fuerza de flotación puede apreciarse un poco más a partir del siguiente argumento. Considere cualquier objeto de forma arbitraria y volumen "V" rodeado por un líquido. La fuerza que el líquido ejerce sobre un objeto dentro del líquido es igual al peso del líquido con un volumen igual al del objeto. Esta fuerza se aplica en una dirección opuesta a la fuerza gravitatoria, que es de magnitud:
{\displaystyle B=\rho _{f}V_{\text{disp}}\,g,\,}
donde ρf es la densidad del fluido, Vdisp es el volumen del cuerpo de líquido desplazado, y g es la aceleración gravitatoria en el lugar en cuestión.
Si este volumen de líquido se reemplaza por un cuerpo sólido de exactamente la misma forma, la fuerza que el líquido ejerce sobre él debe ser exactamente la misma que la anterior. En otras palabras, la "fuerza de flotación" sobre un cuerpo sumergido está dirigida en dirección opuesta a la gravedad y es igual en magnitud a
{\displaystyle B=\rho _{f}Vg.\,}
Aunque la derivación anterior del principio de Arquímedes es correcta, un artículo reciente del físico brasileño Fabio MS Lima brinda un enfoque más general para la evaluación de la fuerza de flotación ejercida por cualquier fluido (incluso no homogéneo) sobre un cuerpo con forma arbitraria. ¡Curiosamente, este método conduce a la predicción de que la fuerza de flotación ejercida sobre un bloque rectangular que toca el fondo de un contenedor apunta hacia abajo! De hecho, esta fuerza de flotación hacia abajo ha sido confirmada experimentalmente.
La fuerza neta sobre el objeto debe ser cero si se trata de una situación de estática de fluidos tal que se aplica el principio de Arquímedes y, por lo tanto, es la suma de la fuerza de flotabilidad y el peso del objeto.
{\displaystyle F_{\text{net}}=0=metrogramo-\rho _{f}V_{\text{disp}}gramo\,}

## Densidad
Si el peso de un objeto es menor que el peso del fluido desplazado cuando está completamente sumergido, entonces el objeto tiene una densidad promedio que es menor que el fluido y cuando está completamente sumergido experimentará una fuerza de flotación mayor que su propio peso. [9]Si el fluido tiene una superficie, como el agua de un lago o del mar, el objeto flotará y se asentará a un nivel en el que desplazará el mismo peso de fluido que el peso del objeto. Si el objeto se sumerge en el fluido, como un submarino sumergido o aire en un globo, tenderá a elevarse. Si el objeto tiene exactamente la misma densidad que el fluido, entonces su flotabilidad es igual a su peso. Permanecerá sumergido en el fluido, pero no se hundirá ni flotará, aunque una perturbación en cualquier dirección hará que se desvíe de su posición. Un objeto con una densidad promedio más alta que el fluido nunca experimentará más flotabilidad que peso y se hundirá. Un barco flotará aunque esté hecho de acero (que es mucho más denso que el agua), porque encierra un volumen de aire (que es mucho menos denso que el agua),

## La fuerza de flotación es mayor que la fuerza del peso: Ascendente

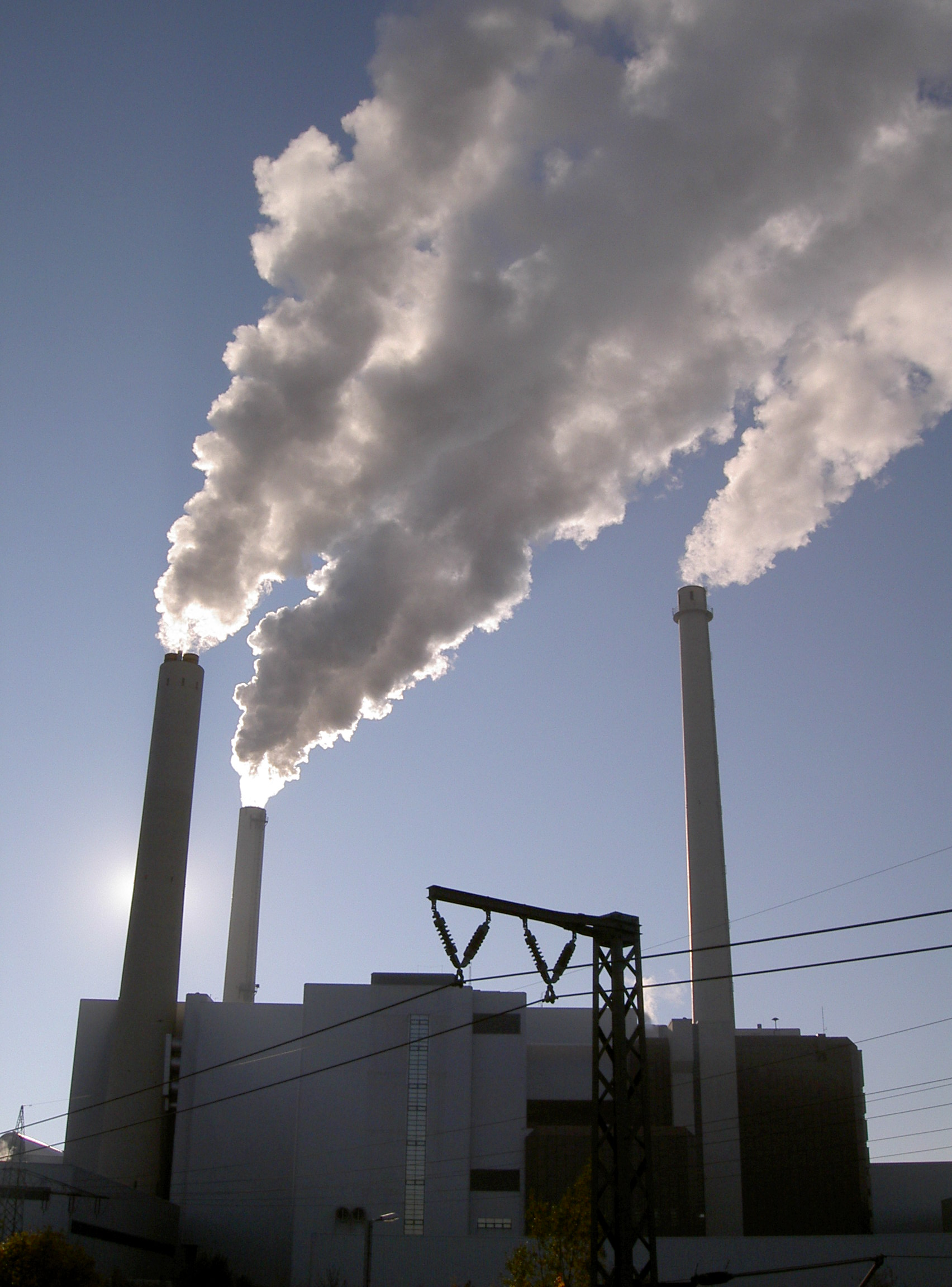
Los gases de combustión que contienen vapor ascienden porque tienen fuerza de flotación en el aire ambiente frío (y más denso)
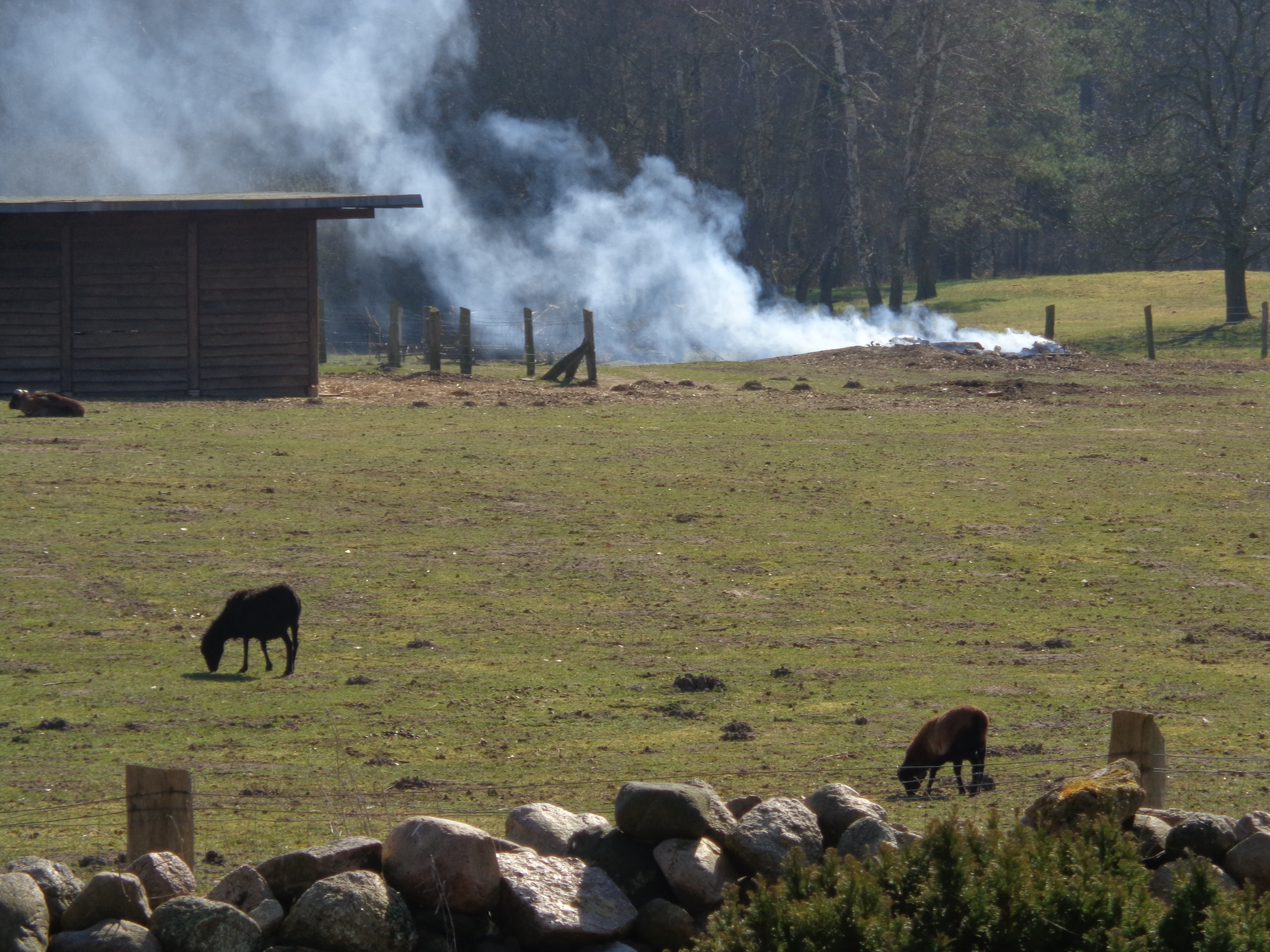
El fuego de follaje húmedo en combustión abierta (sin efecto chimenea) da lugar a gases de combustión más fríos y pesados debido al hollín, que muestran poca flotabilidad
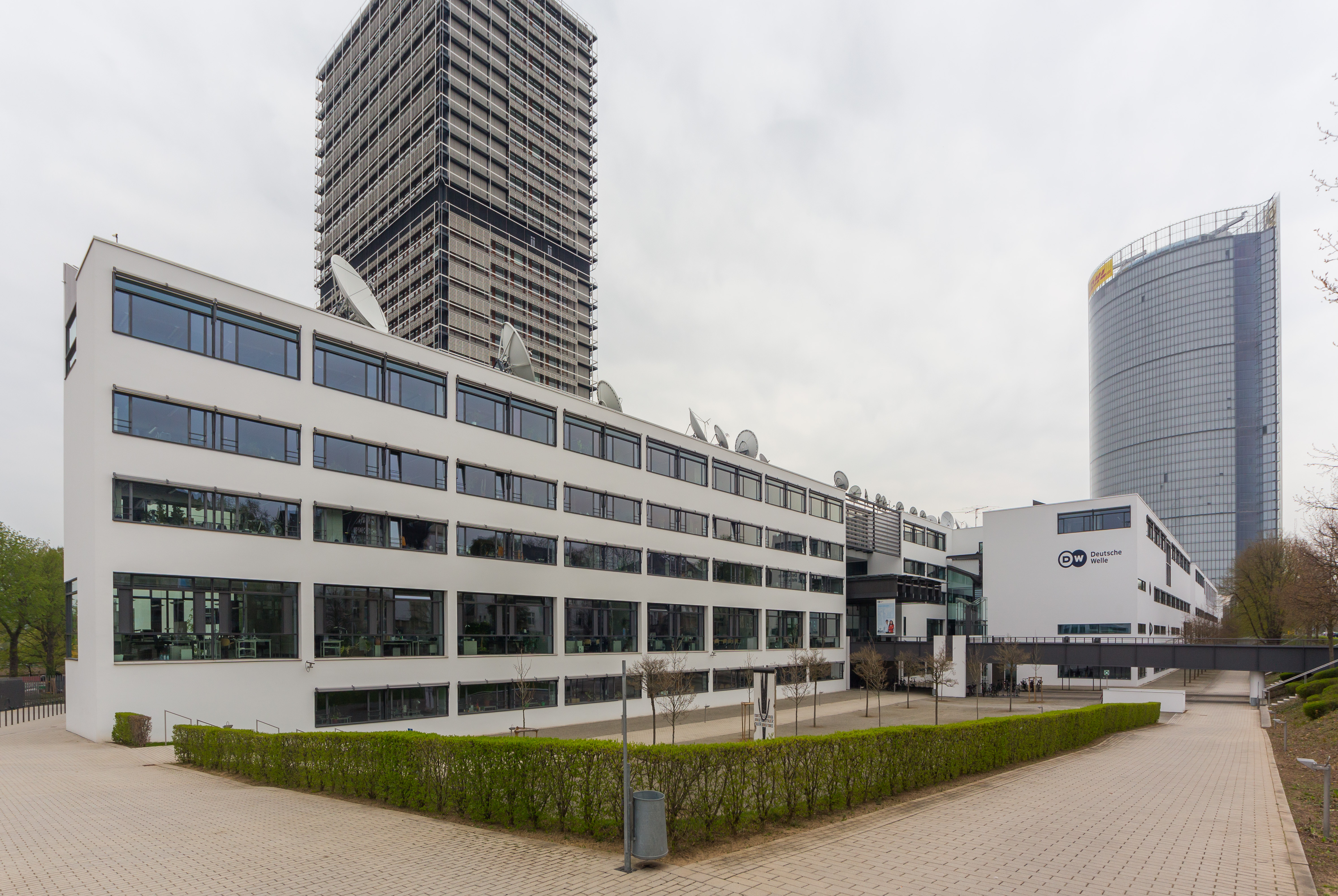
Durante la crecida del río Rin de 1993, el edificio de la empresa Schürmann-Bau, que se dedicaba a la construcción (en primer plano) flotó en la subida del agua subterránea, el edificio se elevó hasta 70 centímetros en algunos lugares.

- Los globos de aire caliente y los globos de gas, así como los dirigibles, se elevan cuando su densidad media es inferior a la del aire circundante. Esto se consigue mediante un gas elevador de densidad inferior a la del aire o mediante aire caliente. El aire caliente también tiene una densidad inferior a la del aire circundante. Si el aire interior de un globo aerostático se enfría, el globo se hunde hasta que el aire se calienta de nuevo. La aceleración vertical causada por la flotabilidad termina cuando la fuerza de flotación y la fuerza del peso están en equilibrio. Por ejemplo, un globo de aire caliente se eleva hasta que alcanza una capa de aire que tiene la misma densidad media que todo el globo (incluida la carga). En el equilibrio de fuerzas resultante, el globo flota sin cambiar de altitud. En el caso de un submarino que se eleva hasta la superficie del agua, el equilibrio se alcanza por el hecho de que se eleva tanto fuera del agua que la fuerza de flotación resultante del desplazamiento del agua es igual a la fuerza del peso. El submarino flota entonces en la superficie.
- En convección natural, las diferencias de densidad aseguran la circulación por gravedad, que se utilizaba en el (obsoleto) calentamiento por gravedad.
- Buceador con escafandra autónoma con la ayuda de un compensador de flotabilidad, que puede llenarse a través de la botella de aire comprimido. Al llenar el compensador de flotabilidad, aumenta la flotabilidad y el buceador asciende. A medida que la presión del agua disminuye al disminuir la profundidad de inmersión, el compensador de flotabilidad se expande (debido al compresibilidad del aire) y el buceador asciende aún más rápido. Para evitar ser impulsado hacia la superficie, el aire debe volver a salir del compensador de flotabilidad. Respirar aire comprimido también provoca un cambio en el volumen de la parte superior del cuerpo. Este efecto también puede utilizarse a menor escala para el control de la flotabilidad.
- El vulcanismo, los géiseres o las ollas de barro se basan en efectos de flotabilidad, al igual que el ascenso de burbujas de vapor desde el fondo de un recipiente de un líquido calentado desde abajo durante la ebullición.
- Los edificios con sótanos corren el riesgo de flotabilidad cuando el nivel de agua subterránea es alto. Una casa con un sótano estanco de hormigón armado puede flotar cuando el agua sube. Por eso, a veces se inundan deliberadamente durante las crecidas. Las piscinas vacías también pueden flotar con la subida de las aguas subterráneas. Durante una inundación, el depósito de gasóleo de calefacción de la sala de depósitos inundada puede flotar, volcarse, las tuberías romperse y tener fugas.
- Los spätzle o dumplings subirán a la parte superior en el agua de la olla de cocción si quedan atrapados, ahora el aire calentado provoca un aumento de volumen y por lo tanto una reducción de la densidad. Así se reconoce que se han calentado completamente y que están cocidos.[11]
- Las burbujas de CO2 en el vino espumoso suben debido a la flotabilidad.[12]

## Aplicación
El cálculo y modificación de la capacidad de flotación de un cuerpo tiene importantes aplicaciones en la vida cotidiana como pueden ser:
- Diseño de naves: barcos, submarinos.
- Diseño de aerostatos: globo, zepelines.
- Práctica de deportes subacuáticos: (buceo, pesca submarina, etc)